# Terrain-following radar
Il terrain-following radar (TFR) è una tecnologia aeronautica militare che consente a un velivolo di volare a bassissima quota, e di mantenere automaticamente un'altitudine relativamente costante rispetto al livello del suolo, rendendo quindi più difficile il rilevamento da parte dei radar.
A volte viene definito "volo che abbraccia il terreno" (terrain hugging flight). Il termine nap-of-the-earth (NOE) può anche essere utilizzato per descrivere questo tipo di volo, ma è più comunemente impiegato in relazione agli elicotteri militari che volano a bassa quota e che in genere non utilizzano il radar per seguire il terreno.

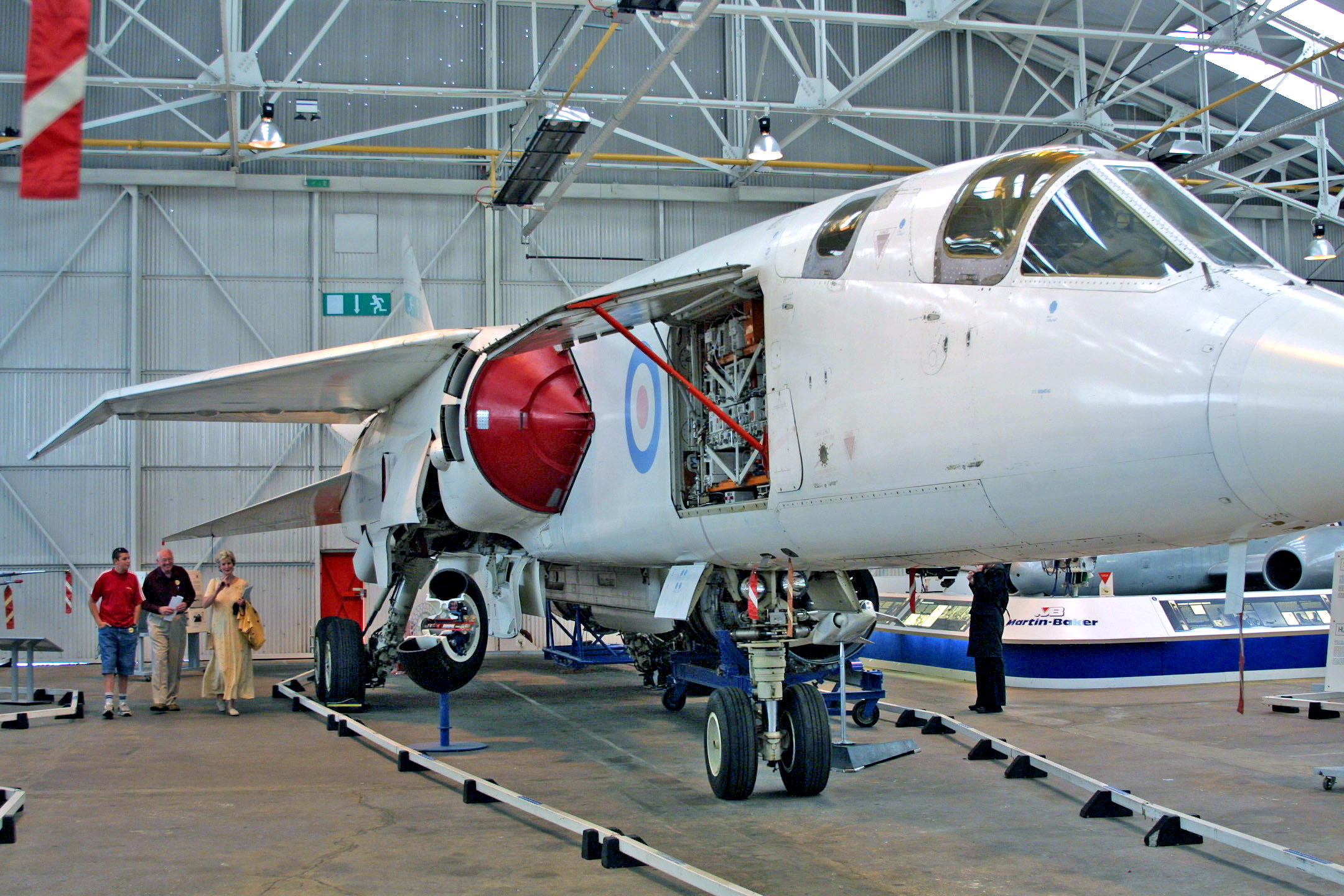
Il BAC TSR-2 è stato il primo aereo progettato per utilizzare un sistema TFR.

I sistemi TFR funzionano scansionando con un raggio radar verticalmente davanti all'aereo e confrontando la portata e l'angolazione delle riflessioni radar con una curva di manovra ideale precalcolata. Confrontando la distanza fra il terreno e la curva ideale, il sistema calcola una manovra che consente all'aereo di superare il terreno di una distanza preselezionata. L'utilizzo del TFR permette all'aereo di seguire automaticamente il suolo a quote molto basse e ad alta velocità.
Il concetto fu inizialmente sviluppato presso il Cornell Aeronautical Laboratory negli anni '50. Venne costruito per la prima volta (a partire dal 1959) dalla società britannica Ferranti, per l'impiego con l'aereo TSR-2, ma il suo primo volo di test fu su un bombardiere English Electric Canberra, nel 1962.
I sistemi TFR furono ampiamente utilizzati sugli aerei da attacco degli anni '60 e '70, con i casi più significativi rappresentati dal General Dynamics F-111, il Panavia Tornado e il Sukhoi Su-24. Successivamente con l'avvento delle tecnologie stealth l'impiego si ridusse e divenne meno frequente, anche se non del tutto abbandonato considerandone comunque l'efficacia.